# Partido judicial de Ocaña
El Partido judicial de Ocaña es uno de los 7 partidos judiciales en los que se divide la provincia de Toledo en la comunidad autónoma de Castilla-La Mancha, siendo el partido judicial n.º 1  de la provincia de Toledo.
El ámbito territorial, que viene regulado por el Real Decreto 529/1983, de 9 de marzo, comprende los municipios de :
Cabañas de Yepes, Ciruelos, Dosbarrios, Huerta de Valdecarábanos, La Guardia, Lillo, Noblejas, Ocaña, Ontígola, Santa Cruz de la Zarza, Tembleque, Villamuelas, Villarrubia de Santiago, Villasequilla, Villatobas y Yepes